# 廖恂
廖恂（1399年—？），字仲孚，廣東廣州府南海縣人，民籍。明朝政治人物。進士出身。

## 生平
三月十二日生，湖廣通山縣學生，湖廣鄉試第六十六名。宣德八年（1433年）癸丑科會試第九十名，殿試登進士第三甲第五十一名。累官廣西按察司佥事，天順四年（1460年）七月以年老致仕。

## 家族
曾祖廖國卿。祖父廖禮庭。父亲廖原剛。母胡氏。永感下。叔廖慎初，湖廣通山縣學教諭致仕。兄仲临。娶梁氏。